# Liste der Bodendenkmale in Welt
In der Liste der Bodendenkmale in Welt sind die Bodendenkmale der Gemeinde Welt nach dem Stand der Bodendenkmalliste des Archäologischen Landesamts Schleswig-Holstein von 2016 aufgelistet. Die Baudenkmale sind in der Liste der Kulturdenkmale in Welt aufgeführt.
| Denkmal-ID           | Befundart | Bezeichnung                  | Zeitstellung | Lage | Bemerkungen | Bild |
| -------------------- | --------- | ---------------------------- | ------------ | ---- | ----------- | ---- |
| aKD-ALSH-Nr. 001 761 | Siedlung  | Warft/Deichsiedlung          |              |      | Warft       |      |
| aKD-ALSH-Nr. 001 762 | Siedlung  | Warft/Deichsiedlung          |              |      | Warft       |      |
| aKD-ALSH-Nr. 001 763 | Siedlung  | Warft/Deichsiedlung          |              |      | Warft       |      |
| aKD-ALSH-Nr. 001 764 | Siedlung  | Warft/Deichsiedlung          |              |      | Warft       |      |
| aKD-ALSH-Nr. 001 765 | Siedlung  | Warft/Deichsiedlung          |              |      | Warft       |      |
| aKD-ALSH-Nr. 001 766 | Siedlung  | Warft/Deichsiedlung          |              |      | Warft       |      |
| aKD-ALSH-Nr. 001 767 | Siedlung  | Warft/Deichsiedlung          |              |      | Warft       |      |
| aKD-ALSH-Nr. 001 768 | Siedlung  | Warft/Deichsiedlung          |              |      | Warft       |      |
| aKD-ALSH-Nr. 001 769 | Siedlung  | Warft/Deichsiedlung          |              |      | Warft       |      |
| aKD-ALSH-Nr. 001 770 | Siedlung  | Warft/Deichsiedlung „Gaarde“ |              |      | Warft       |      |
| aKD-ALSH-Nr. 001 771 | Siedlung  | Warft/Deichsiedlung          |              |      | Warft       |      |